# Maurits Nevens
Maurits Nevens (Dilbeek, 8 april 1929 – Puurs, 26 mei 2017) was een Belgisch glazenier. 

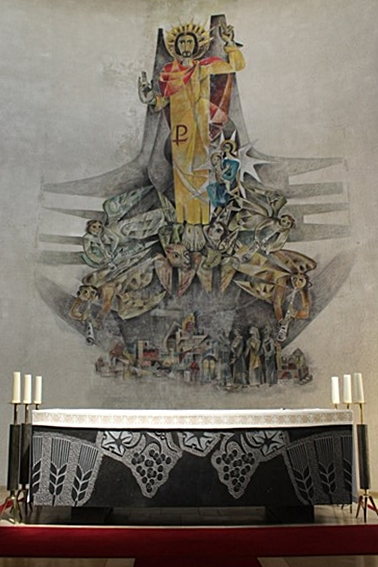
Muurschildering van M. Nevens in Aarschot - Christus-Koningkerk

## Opleiding[1][2]
Maurits Nevens volgde eerst een pedagogische opleiding als onderwijzer aan de normaalschool te Bokrijk. Hij volgde een artistieke opleiding aan het Hoger Instituut voor Sierkunsten Sint-Lukas te Gent. Hij vervolmaakte zijn opleiding ‘schilderen naar levend model’ aan de Académie Julian te Parijs. In Salzburg volgde hij bij Oskar Kokoschka een cursus ‘aquareltechniek’ en die de basis was voor zijn grote interesse voor de expressionisten en het Bauhaus.
Hij specialiseerde hij zich in de monumentale kunsten en leerde het glazeniersambacht aan de Kunstgewerbeschule te Krefeld (Duitsland) waar hij de praktijk kon toepassen tijdens stages in Duitse glasateliers in Kevelaar (Noordrijn-Westfalen). Nevens werkte mede aan het herstel van de Dom van Aken. Restauratietechnieken leerde hij aan het British Museum in Londen.

## Pedagogische carrière[1][2]
Eind van de jaren 1950 was Nevens docent monumentale kunsten aan het Hoger Instituut Sint-Lukas te Gent met als specialiteit glasraam, mozaïek en fresco.
In 1962 werd hij aangesteld als provinciaal decorateur van de provincie Brabant.
Naar verluidt zou Nevens het moeilijk gehad hebben met de manier waarop het hoger kunstonderwijs gegeven werd en koos hij voor een carrière als leerkracht in het secundair onderwijs. In 1963 doceerde hij verschillende kunstvakken aan het regentaat en de normaalschool van het Onze-Lieve-Vrouwinstituut Pulhof te Berchem. Hier was hij ook betrokken bij de uitbouw van de 'Nieuwe Artistieke Humaniora'.
Voor zijn pedagogische activiteiten kreeg hij de titels ‘Docent Emeritus Hogeschool voor Kunst en Wetenschap Sint-Lukas Gent’ en ‘Eredocent Pedagogische Hogeschool Karel de Grote te Berchem’.

## Kunstenaarsloopbaan[1][3]
Nevens was een getalenteerd en veelzijdig kunstenaar die niet alleen als glazenier werkzaam was maar ook op andere terreinen van de kunst actief was. Hij produceerde fresco’s, graffiti, mozaïeken, wandschilderingen, aluchromie, schilderijen op doek, tekeningen en glas-in-betonconstructies.
Als kunstglazenier kreeg hij in 1958 een belangrijke erkenning door een eerste prijs voor het ontwerp van het glasraam “Mens, cultuur en techniek beheersen de kosmos”, bestemd voor de Wereldtentoonstelling te Brussel. Met de ontwerpen van monumentale glasramen voor de Priester Poppekapel (1961-1962) te Moerzeke behaalde hij eveneens een eerste prijs en verwierf hij internationale bekendheid. In het begin ontwierp hij vooral voor de grote glasateliers van Brussel, Gent en Brugge, maar op einde van de jaren 1960 werd hij zelfstandig glazenier. In het begin van de jaren 1970 legde hij zich  toe op de glasraamkunst. Hij werkte een nieuwe techniek uit door het lood te versterken met metaal en zo de ramen steviger te maken. In die periode had hij een atelier in Berchem.
Van zijn werken uit die periode kunnen we de volgende aanhalen: de grafkapel van Priester Poppe te Moerzeke (250 m2), de kapel van het Sint-Gregoriuscollege te Ledeberg (380 m2 glasraam en 4 betonvensters), de kerk van Sint-Jan Baptistkerk te Menen (250 m2), het Institut Reine Astrid te Mons, de Protestantse Kerk te Amsterdam, de Sint-Antoniuskapel (Damiaankerk) te Leuven (18 ramen), de Christus Koningkerk te Aarschot, de Sint-Jozefschool te Kortrijk, de kapel van ‘Home Tournay-Solvay’ te Bouillon, het Onze-Lieve-Vrouwziekenhuis te Asse, de Sint-Michielkerk te Keerbergen. Verder produceerde hij een grote reeks werken voor burgerlijke gebouwen waaronder instellingen als scholen en voor diverse types woningen, villa's, flats, restaurants en dergelijke meer. In de gerestaureerde toren van het Rozenmuseum in Sint-Pieters-Leeuw maakte hij 132 glasraampanelen met rozen als motief. Over dit werk schreef Nevens toen het volgende: “De bedoeling was de ruimte in een atmosfeer te dompelen van voornaam genot van warm licht, gebracht door een hymne of een ode aan de onvergankelijke roos …” .
Hij werkte voor gebouwen van bekende architecten, onder meer voor Jozef Lantsoght. Hij stelde individueel en collectief tentoon te Brussel, Gent, Keulen, Parijs, San Francisco, Neder-over-Heembeek ... Sommige van zijn werken werden door de Belgische Kunstambachten en de provinciale diensten voor kunstambachten van Brabant geselecteerd voor internationale exposities. Hij won onder andere de tweede prijs voor Brabantse kunstambachten voor glas-in-beton.
Zijn werken beperkten zich niet tot België alleen. Hij verwierf opdrachten in het buitenland o.a. Duitsland (Darmstadt, Keulen), Frankrijk (Parijs), Oostenrijk (Salzburg), Nederland (Amsterdam), Italië, Amerika (San Francisco, New York), Australië (Sydney). Op het eiland Réunion hangt er een Kruisweg van zijn hand. 
In 1989 schilderde hij voor de viering van de heiligverklaring van broeder Mutien-Marie Wiaux een groot triomfdoek met diens portret dat tijdens de feestelijkheden opgehangen werd aan de Sint-Pietersbasiliek in Rome. Eerder maakte hij daar eveneens de glasramen voor het generaal Huis van de Broeders van de Christelijke Scholen.
Zijn ontwerpen zijn deels figuratief en deels abstract waarbij de kleurcompositie en lichtinval een belangrijke rol spelen. Zijn glasramen vertonen een grote expressiviteit en vooral zijn monumentale glasraamkunst staat gewoonlijk sterk in relatie tot de architecturale ruimte waarvan ze deel uitmaken.
Nevens bleef lang actief als kunstenaar. Zo maakte hij in 2008 nog de glasramen voor de kerk San Giuliano dei Fiamminghi in Rome. In 2010 werden zijn huis en atelier in Lot door een overstroming getroffen en veel herinneringen gingen definitief verloren. Maar Nevens richtte opnieuw een atelier in en bleef aan het werk. Toen zijn vrouw, waarmee hij sinds 1963 gehuwd was, begin 2017 stierf, verhuisde hij naar Puurs en overleed kort daarna.

## Trivia
- Nevens werd geboren als vijfde kind in een gezin van tien. Zijn natuurlijk tekentalent zou gestimuleerd zijn in de Tweede Wereldoorlog wanneer hij diende te herstellen van algemene verzwakking en ondervoeding. na zijn lerarenopleiding vond de dokter dat een leeropdracht te zwaar zou zijn en raadde hem aan om kunstonderwijs te volgen.[6]
- Nevens woonde lange tijd in Lot (Beersel) en werd er als kunstenaar en mens gewaardeerd. Hij ontving de eretitel van (5de) Ereburger van de gemeente Beersel. Hij was er voorzitter en erevoorzitter van de kunstenaarsgroep 'De Kunstkorf Lot'. In 1996 kreeg hij er de 'Herman Teirlinckprijs'. Van het Davidsfonds Sint-Pieters-Leeuw ontving Maurits Nevens in 2009 het 'Vic Feytons Erediploma'.
- Bij de viering van de heiligverklaring van Mutien-Marie in Rome zagen miljoenen mensen het triomfdoek live op het plein, of op hun televisiescherm. De paus ontving Nevens voor een privé-audiëntie. “Goed gewerkt, Vlaming”, sprak de paus Johannes-Paulus II toen hij de hand van de kunstenaar schudde.[6]
- Regelmatig wordt in vermeldingen en publicaties de voornaam Maurits verkeerd gespeld als Maurice.